# Myggsjön (Stora Tuna socken, Dalarna)
Myggsjön är en sjö i Borlänge kommun i Dalarna och ingår i Dalälvens huvudavrinningsområde. Sjön är 16,8 meter djup, har en yta på 0,179 kvadratkilometer och befinner sig 294,2 meter över havet. Vid provfiske har abborre och mört fångats i sjön.

## Delavrinningsområde
Myggsjön ingår i det delavrinningsområde (668832-147098) som SMHI kallar för Inloppet i Långsjön. Medelhöjden är 259 meter över havet och ytan är 6,32 kvadratkilometer. Räknas de 20 avrinningsområdena uppströms in blir den ackumulerade arean 122,26 kvadratkilometer. Tunaån (Flokån) som avvattnar avrinningsområdet har biflödesordning 2, vilket innebär att vattnet flödar genom totalt 2 vattendrag innan det når havet efter 243 kilometer. Avrinningsområdet består mestadels av skog (86 procent). Avrinningsområdet har 0,17 kvadratkilometer vattenytor vilket ger det en sjöprocent på 2,6 procent.